# 마세라티 보라
마세라티 보라(Maserati Bora)는 1971년부터 1978년까지 생산된 마세라티의 스포츠카이다. 보라는 트리에스테의 바람의 이름을 따서 명명되었다.

## 역사
1971년 3월, 제네바 모터쇼에서 양산형이 공개되었으며, 그 해 말에 양산이 시작되었다. 마세라티는 1975년 드 토마소에 인수 된 후 경영난을 겪었고, 결국 마세라티 보라는 1978년 단종되었다. 총 564대가 생산되었으며, 그 중 275대는 4.9L 엔진이 장착되었고 나머지 289대는 4.7L 엔진이 장착되었다.

## 디자인
조르제토 주지아로가 디자인하였다. 버튼 터지로 앞뒤로 움직일 수 있는 유압식 페달 클러스터와 기울일 수 있고 망원경으로 조정할 수 있는 스티어링 휠이 큰 특징이다. 대부분의 슈퍼카는 발 공간이 적고 수하물을 거의 또는 전혀 없지만, 마세라티 보라는 차량 전면에 풀 사이즈 트렁크가 있다. 경쟁사와는 달리 마세라티 보라는 엔진 실에서 캐비넷을 분리하는 이중 창 유리와 카펫이 깔린 알루미늄 엔진 캡을 사용하여 캐비넷의 엔진 소음을 크게 줄이고 운전자의 편안함을 높였다.

## 사양
처음에는 2개의 V8 엔진이 출시되었다. 고회전 4719cc (4.7L)와 더 높은 토크인 4930cc가 출시되었다. 1973년에는 4.9리터 엔진을 사용했다. 알루미늄 합금으로 만들어졌으며, 총 16개의 밸브가 4개의 하이캠으로 작동하는 반구형 연소실이 있다. 보라 4.7은 최고 속도가 168마일 (270km/h)이고, 보라 4.9는 177마일 (285km/h)이다.